# Bruno Reichlin
Bruno Reichlin (Lucerna, 10 febbraio 1941) è un architetto svizzero.

## Biografia
Reichlin ha compiuto i suoi studi al Politecnico federale di Zurigo. Nel 1970 ha aperto il suo studio a Lugano con Fabio Reinhart.
Dal 1984 è professore di architettura all'Università di Ginevra.

## Progetti
- Casa Tonini, Torricella-Taverne, Svizzera (1974)
- Chiesa di San Carlo Borromeo (Lavizzara), Svizzera (1975-1979)
- Casa Sartori, Riveo, Svizzera (1976)
- Casa Croci, Mendrisio, Svizzera (1979-89)
- Teatro Carlo Felice a Genova (1981-90, con Aldo Rossi, Ignazio Gardella e Angelo Sibilla)
- Fabbrica a Coesfeld-Lette, Germania (1983-7; con Santiago Calatrava)
- Motorway hotel, Bellinzona, Svizzera (1990)

## Restauri
- Casa Anatta e padiglione Elisarion, Monte Verità, Ascona, Svizzera (2007-...; con Gabriele Geronzi)